# Финал Кубка шотландской лиги 2008
Финал Кубка шотландской лиги 2008 года — финальный поединок розыгрыша Кубка шотландской лиги сезона 2007/08, состоявшийся 16 марта 2008 года на стадионе «Хэмпден Парк» в Глазго, в котором встречались клубы «Рейнджерс» и «Данди Юнайтед». Основное время матча закончилось с ничейным счётом 1:1. В дополнительное время команды обменялись голами. В серии послематчевых пенальти удачливее оказались футболисты глазговского коллектива, которые и стали обладателями трофея.

## Путь к финалу

### «Данди Юнайтед»
| Раунд         | Дата             | Принимающая команда | Гостевая команда     | Счёт |
| ------------- | ---------------- | ------------------- | -------------------- | ---- |
| Второй раунд  | 29 августа 2007  | Данди Юнайтед       | Росс Каунти          | 2:1  |
| Третий раунд  | 25 сентября 2007 | Фалкирк             | Данди Юнайтед        | 0:1  |
| Четвертьфинал | 31 октября 2007  | Данди Юнайтед       | Гамильтон Академикал | 3:1  |
| Полуфинал     | 5 февраля 2008   | Абердин             | Данди Юнайтед        | 1:4  |

### «Рейнджерс»
| Раунд         | Дата             | Принимающая команда | Гостевая команда  | Счёт |
| ------------- | ---------------- | ------------------- | ----------------- | ---- |
| Третий раунд  | 26 сентября 2007 | Ист Файф            | Рейнджерс         | 0:4  |
| Четвертьфинал | 31 октября 2007  | Мотеруэлл           | Рейнджерс         | 1:2  |
| Полуфинал     | 30 января 2008   | Рейнджерс           | Харт оф Мидлотиан | 2:0  |

## Матч

### Новости команд
Клубы подошли ко встрече с разными потерями — если наставник «Данди Юнайтед» Крейг Левейн не имел головной боли в выборе состава в виду отсутствия в своей команде травмированных и дисквалифицированных игроков, то за «Рейнджерс» из-за перебора жёлтых карточек во встрече не смогли принять участия полузащитник Чарли Адам и форвард Начо Ново. Вместо них на поле вышли хавбек Ли Маккаллох и нападающий Крис Берк, соответственно.

### Обзор матча
Первые десять минут встречи не выявили явного преимущества какой либо из команд. На 18-й минуте опасный удар в упор наносил капитан «Рейнджерс» Барри Фергюсон, однако польский голкипер «Данди Юнайтед» Лукаш Залуска продемонстрировал отличную реакцию и отвёл угрозу от своих ворот. На протяжении следующих пятнадцати минут на поле доминировали футболисты в оранжево-чёрной форме, и на 33-й минуте они заслуженно открыли счёт — с первым ударом форварда «арабов» Ноэля Ханта вратарь «джерс» Аллан Макгрегор справился, но защитники позволили нападающему «Данди» добить снаряд в сетку. Вскоре «Юнайтед» могли удвоить своё преимущество — неудачная срезка вышла у боснийца Саши Папаца, после чего его одноклубник Карлос Куэльяр был вынужден выносить мяч с линии ворот глазговцев.
В перерыве наставник «Рейнджерс» Уолтер Смит укрепил линию нападения «джерс», выпустив вместо хавбека Брахима Хемдани форварда Жан-Клода Даршевиля.
Вторая половина началась также, как и первая — команды играли больше в позиционный футбол, не проявляя особой активности в атаках. На 53-й минуте защитник «джерс» Куэльяр, как показалось многим, свалил в штрафной глазговцев своего коллегу по амплуа из «Юнайтед» Кристиана Кальвенеса, однако главный арбитр Кенни Кларк не усмотрел в этом эпизоде нарушения со стороны оборонца «Рейнджерс». Через восемь минут Уолтер Смит выпустил ещё одного нападающего — вместо Саши Папаца на поле вышел Крис Бойд. За пять минут до конца основного времени поединка «джерс» наконец удалось сравнять счёт: фатальную ошибку совершил полузащитник «Данди» Марк Керр. Он пытался отдать пас своему вратарю Залуске, но недюжинное чутьё проявил Крис Бойд, перехвативший мяч и в упор «расстрелявший» польского голкипера «оранжево-чёрных». 90 минут матча закончились с ничейным счётом 1:1.
В дополнительное время команды обменялись голами — вначале на 95-й минуте встречи ворота глазговцев поразил форвард Марк де Вриз, но через восемь минут в роли спасителя «Рейнджерс» вновь выступил Крис Бойд, который в затяжной атаке «джерс» смог головой переправить мяч в ворота «арабов». Овертайм не выявил победителя — 2:2.
В серии послематчевых пенальти удача улыбнулась многократным чемпионам Шотландии — они реализовали три удара, в то время как игроки «Данди» смогли всего лишь два раза переиграть Аллана Макгрегора. Решающий одиннадцатиметровый забил всё тот же Крис Бойд.

### Отчёт о матче
| Данди Юнайтед          | 2:2 (2:3, по пен.) | Рейнджерс     |
| ---------------------- | ------------------ | ------------- |
| Хант 34′ · де Вриз 95′ | Протокол           | Бойд 85′ 113′ |

| Серия пенальти:                             |     |                                                 |
| Флад · Конуэй · де Вриз · Робертсон · Уилки | 2:3 | Даршевиль · Уиттакер · Дэвис · Маккаллох · Бойд |

| Данди Юнайтед | Рейнджерс |

| ДАНДИ ЮНАЙТЕД : |    |                    |     |     |
|                 |    |                    |     |     |
| GK              | 1  | Лукаш Залуска      |     |     |
| RB              | 24 | Михаэль Ковачевич  |     |     |
| CB              | 18 | Гарри Кеннет       |     |     |
| CB              | 4  | Ли Уилки (к)       |     |     |
| LB              | 3  | Кристиан Кальвенес | 94' |     |
| RM              | 20 | Принс Буабен       |     | 96' |
| CM              | 6  | Вилло Флад         |     |     |
| CM              | 7  | Марк Керр          |     |     |
| LM              | 16 | Моргаро Гоми       |     |     |
| CF              | 10 | Ноэль Хант         |     | 78' |
| CF              | 22 | Марк де Вриз       |     |     |
| Запасные:       |    |                    |     |     |
| GK              | 13 | Юан Маклин         |     |     |
| DF              | 5  | Даррен Додс        |     |     |
| DF              | 2  | Шон Диллон         |     |     |
| MF              | 12 | Дэвид Робертсон    |     | 95' |
| MF              | 15 | Крейг Конуэй       |     | 78' |
| Главный тренер: |    |                    |     |     |
| Крейг Левейн    |    |                    |     |     |

| РЕЙНДЖЕРС:      |    |                    |     |      |
|                 |    |                    |     |      |
| GK              | 1  | Аллан Макгрегор    |     |      |
| RB              | 21 | Кирк Бродфут       | 54' |      |
| CB              | 24 | Карлос Куэльяр     |     |      |
| CB              | 3  | Дэвид Уэйр         |     |      |
| LB              | 5  | Саша Папац         |     | 61'  |
| RM              | 17 | Крис Берк          |     | 116' |
| CM              | 7  | Брахим Хемдани     |     | 45'  |
| CM              | 6  | Барри Фергюсон (к) |     |      |
| CM              | 23 | Кристиан Дейлли    |     |      |
| LM              | 12 | Стивен Дэвис       |     |      |
| CF              | 27 | Ли Маккаллох       | 64' |      |
| Запасные:       |    |                    |     |      |
| GK              | 25 | Нил Александер     |     |      |
| DF              | 28 | Стивен Уиттакер    |     | 116' |
| MF              | 8  | Кевин Томсон       |     |      |
| CF              | 9  | Крис Бойд          |     | 61'  |
| CF              | 19 | Жан-Клод Даршевиль |     | 45'  |
| Главный тренер: |    |                    |     |      |
| Уолтер Смит     |    |                    |     |      |

Регламент матча
- 90 минут основного времени.
- 30 минут дополнительного времени в случае необходимости.
- Послематчевые пенальти в случае необходимости.
- Пять игроков в запасе.
- Максимум три замены.

Расшифровка позиций:

GK — вратарь; RB — правый защитник; СВ — центральный защитник; LB — левый защитник; SW — свипер (свободный защитник); RM — правый полузащитник; CM — центральный полузащитник; LM — левый полузащитник; AM — атакующий полузащитник; SS — оттянутый нападающий; CF — центральный нападающий; DF — защитник; MF — полузащитник; FW — нападающий.

### Статистика
|                  | Данди Юнайтед | Рейнджерс |
| ---------------- | ------------- | --------- |
| Голов забито     | 2             | 2         |
| Всего ударов     | 11            | 13        |
| Ударов в створ   | 4             | 7         |
| Угловые          | 6             | 8         |
| Нарушения        | 19            | 19        |
| Жёлтые карточки  | 1             | 2         |
| Красные карточки | 0             | 0         |